# Зенітна бригада
Зенітна бригада (зенбр) — узагальнена назва різних типів з'єднань, бригад військ протиповітряної оборони, що перебували/-ють у складі Збройних сил деяких країн, і призначені для прикриття угруповань військ та об'єктів їх тилу від повітряних ударів противника при веденні об'єднаннями, з'єднаннями, частинами та підрозділами операцій (бойових дій), проведенні перегрупувань (маршів) та розташуванні на місці, а також забезпечення прикриття з повітря окремих важливих об'єктів інфраструктури, фронтового тилу та вирішення бойових завдань у взаємодії зі з'єднаннями інших родів військ ППО.

## Типи зенітних бригад
- зенітна артилерійська бригада — бригада, що призначалася для протиповітряної оборони загальновійськових (танкових) об'єднань, з'єднань, районів зосередження, резервів та важливих об'єктів фронтового тилу та вирішення бойових завдань у взаємодії зі з'єднаннями інших родів військ ППО
- зенітна кулеметна бригада — бригада, що призначалася для протиповітряної оборони об'єднань, з'єднань, районів зосередження, резервів та важливих об'єктів та вирішення бойових завдань у взаємодії зі з'єднаннями інших родів військ ППО переважно шляхом застосування зенітних кулеметних систем
- зенітна ракетна бригада — бригада, що призначалася для протиповітряної оборони визначених центрів або важливих об'єктів країни та вирішення бойових завдань у взаємодії зі з'єднаннями інших родів військ ППО шляхом застосування зенітної ракетної зброї